# Jarosław Koziara
Jarosław Koziara (ur. 30 stycznia 1967) – polski artysta plastyk, zajmujący się wieloma rodzajami sztuk wizualnych, pedagog i publicysta. Absolwent Akademii Sztuk Pięknych w Warszawie (dyplom w 1993 r.).
Zaprojektował i wykonał kilkadziesiąt scenografii teatralnych i koncertowych – od teatrów lalkowych po Teatr Wielki w Warszawie, przez monumentalne sceny koncertowe i telewizyjne oraz wielkie wydarzenia plenerowe. W jego scenografiach występowały m.in. takie zespoły jak Morecheeba, Tricky, Jimi Tenor, Metthew Herbert, Ayo oraz kilkaset zespołów polskiej sceny muzycznej. Projektował wnętrza min. warszawskiego klubu Stodoła, krakowskiego klubu Baraka, lubelskiego klubu Graffiti. Prawie od samego początku powstania Wielkiej Orkiestry Świątecznej Pomocy współpracuje z Jerzym Owsiakiem projektując telewizyjne scenografie do finałów Orkiestry. Od 1990 roku tworzy plastyczny wizerunek zespołu Voo Voo. Prowadził warsztaty plastyczne dla osób niepełnosprawnych i dla dzieci. Autor licznych instalacji w przestrzeni publicznej w Polsce i Europie. Autor pomnika-sgraffito Andrzeja Kota w Lublinie.
Od 2000 roku zajmuje się land-artem tworząc monumentalne obrazy wyorane na ziemi, a od 2010 roku jest dyrektorem artystycznym i współtwórcą Międzynarodowego Landart Festiwalu.
Od 2010 roku był wykładowcą projektowania graficznego na Wydziale Artystycznym UMCS w Lublinie, obecnie prowadzi pracownię scenografii tamże. W 2018 otrzymał tytuł doktora sztuki broniąc rozprawę Land-art na lotnisku – wszystko jest jednością. Od 2004 do dzisiaj nieprzerwanie pisuje felietony do Miejskiego Informatora Kulturalnego ZOOM. Za swoją działalność otrzymał wiele nagród i nominacji do nich. Właściciel wydawnictwa TARARARA.

## Dorobek artystyczny[9]

### 1989
- Guernica po polsku, graffiti, płot KUL, Lublin

### 1990
- Bratysława, Czechosłowacja, wystawa malarstwa

### 1991
- BWA, Bytom, wystawa indywidualna

### 1993
- Galeria Kont, Lublin, wystawa indywidualna
- Bree, Belgia, wystawa zbiorowa

### 1994
- VOO VOO - Zapłacono, projekt okładki płyty, plakatu, instalacje plenerowe

### 1995
- Koncert w kamieniołomach w Kazimierzu Dolnym nad Wisłą, oprawa wizualna monumentalnego koncertu plenerowego (nagroda Teleekspresu za imprezę artystyczną, za rok 1995)
- VOO VOO - Rapatapa-to-ja, projekt okładki płyty i plakatu (nagroda Super Expressu za najlepszą okładkę płyty)
- Elektryczne Gitary - Huśtawki, projekt okładki płyty

### 1997
- Festiwal 24 Godziny, Fort Sztuki, Kraków, performance
- Ogólnopolski Konkurs Wydawnictw Reklamowych ldea 97, ZPAP Toruń, III nagroda główna
- VOO VOO - Flota zjednoczonych sił, projekt okładki płyty i plakatu

### 1998
- Zeit Und Bewegung, Fridrńichshafen, Niemcy, performance
- Galeria ON, Poznań, performance
- Voo Voo - Oov Oov, projekt okładki płyty, scenografia do koncertu w studio telewizyjnym w Łęgu

### 1999
- Galeria Biała, Lublin, wystawa indywidualna
- Festiwal D'Affiches de Chauront, Francja
- Biennale Plakatu, BWA, Katowice
- 4. Konfrontacje Teatralne, Lublin, plakat festiwalu
- VOO VOO - Kalejdoskop, projekt okładki płyty

### 2000
- Galeria Kont, Lublin, wystawa indywidualna
- Koncert Wielkanocny, Teatr Wielki, Warszawa, scenografia
- Land Art I, Janowiec nad Wisłą, monumentalna realizacja plenerowa

### 2001
- Koncert Bożonarodzeniowy, Teatr Wielki, Warszawa, scenografia
- Dookoła Muzyki, MDK, Lublin, wystawa indywidualna
- Noc Świętojańska - misterium, Plac Zamkowy, Lublin
- VOO VOO - Płyta z muzyką, projekt okładki płyty i plakatu

### 2002
- Muzyka ze Słowami, scenografia do spektaklu
- Dom Kultury, Kalisz, wystawa indywidualna
- Muzyka ze Słowami, Teatr Studio, rejestracja telewizyjna spektaklu
- VOO VOO - Płyta, projekt okładki płyty i plakatu

### 2003
- XI Finał Wielkiej Orkiestry Świątecznej Pomocy, scenografia do studia S5 TVP w Warszawie
- Joanna Skrzydlata, Teatr H.Ch.Andersena, Lublin, scenografia do spektaklu
- Koncert Bożonarodzeniowy, Hala Orbita, Wrocław, scenografia koncertu
- Land Art II, Janowiec nad Wisłą, monumentalna realizacja plenerowa
- Sobótka, Janowiec nad Wisłą, instalacja, happening
- VOO VOO - Voo Voo z kobietami, projekt okładki płyty i plakatu

### 2004
- XII Finał Wielkiej Orkiestry Świątecznej Pomocy, scenografia do studia S5 TVP w Warszawie
- Pub Baraka, Kraków, projekt aranżacji wnętrza (I nagroda Newsweeka za design)
- XI Konfrontacje Teatralne, Lublin, plakat festiwalu, Gombrowicz, wystawa plakatów
- Teatr cieni Ofelii, Teatr H.Ch. Andersena, Lublin, scenografia do spektaklu

### 2005
- 50-lecie Teatru H.Ch. Andersena, Zamek Lubelski, Lublin, projekt i aranżacja wystawy lalek
- XIII Finał Wielkiej Orkiestry Świątecznej Pomocy, scenografia do studia S5 TVP w Warszawie
- FEELharmonia, Filharmonia Lubełska, Lublin, scenografia do eksperymentu wizualno- muzycznego
- Kokoryny - opowieści dziwnej treści, wydawca książki, projekt graficzny
- Festiwal Globaltica, Gdynia, scenografia
- Land Art III, Janowiec nad Wisłą, monumentalna realizacja plenerowa
- Nova Biała, Galeria Biała, Lublin, performance
- VOO VOO - XX cz. 1, projekt okładki płyty i plakatu

### 2006
- XIV Finał Wielkiej Orkiestry Świątecznej Pomocy, scenografia do studia S5 TVP w Warszawie
- Córka Króla Smoków, Teatr H.Ch. Andersena, Lublin, scenografia do spektaklu
- Stodoła 50-lat, Klub Stodoła, Warszawa, scenografia do koncertu, plakat
- 15 lat Związku Banków Polskich, Filharmonia Narodowa, Warszawa, scenografia do koncertu
- VOO VOO - 21, projekt okładki płyty i plakatu

### 2007
- XV Finał Wielkiej Orkiestry Świątecznej Pomocy, scenografia do studia S5 TVP w Warszawie
- LUBLIN - Europejska Stolica Kultury 2016, billboard
- Festiwal Dwa Brzegi, Kazimierz Dolny nad Wisłą, projekt plakatu i systemu identyfikacji wizualnej festiwalu
- Międzynarodowy Dzień Energii Wiatrowej, Szczecin, instalacja
- Festiwal Muzyki i Land Art, Szeszory, Ukraina, realizacja landart
- Pinczuk Art Center, Kijów, Ukraina, prezentacja dokumentacji realizacji landartowych

### 2008
- 50-lecie Teatru Muzycznego w Lublinie, scenografia koncertu
- Klątwa, Opole, scenografia spektaklu plenerowego
- NPLAY, system identyfikacji wizualnej
- Noc Świętojańska, Lublin, scenografia
- Orkiestra Pod Wezwaniem Św. Mikołaja, Nancy, Francja, scenografia do koncertu
- Lublin w Warszawie, scenografia do koncertu
- realizacja Land Art przy granicy polsko-ukraińskiej
- Festiwal Dwa Brzegi, Kazimierz Dolny nad Wisłą, projekt plakatu i identyfikacji wizualnej festiwalu, wystawa dokumentująca 20 lat pracy artystycznej
- Pool no water, Teatr InVitro, Lublin, scenografia do spektaklu
- Generał Nil, plakat do filmu
- XIII Konfrontacje Teatralne, Lublin, projekt plakatu
- EMPE3 Mateo Pospieszalski Project, projekt okładki płyty i plakatu

### 2009
- Emigranci, Teatr Provisorium i Kompania „Teatr”, scenografia do spektaklu
- XVII Finał Wielkiej Orkiestry Świątecznej Pomocy, scenografia do studia S5 TVP w Warszawie
- Noc Kultury, Lublin, instalacja
- I Lublin Jazz Festiwal, Lublin, projekt plakatu
- Obchody Rocznicy Unii Lubelskiej, Lublin, projekty sztandarów
- Festiwal Fortmisja, Ukraina, instalacja
- Festiwal Ad Libitum, Warszawa, scenografia plenerowa do spektaklu Missa Pagana

### 2010
- XVIII Finał Wielkiej Orkiestry Świątecznej Pomocy, scenografia do studia S5 TVP w Warszawie
- TILT Najmniejszy Koncert Świata, studio Alwernia, scenografia
- Noc Kultury, Lublin, Łuk Triumfalny, instalacja plenerowa
- Cuda Wianki, Gdynia, koncerty Morcheeba, Jimi Tenor, scenografia do festiwalu
- Męskie Granie, Kraków, Warszawa, Wrocław, Poznań, Katowice, Żywiec, scenografia do cyklu koncertów
- Festiwal WOODSTOCK, Żary, projekt instalacji plenerowej Fortepian
- Dni Dobrosąsiedztwa, Kryłów, Polska/Ukraina rzeźba Ptaki na granicy
- Teatr Tmuna, Tel Aviv, Izrael, scenografia do festiwalu
- VOO VOO - Wszyscy muzycy to wojownicy, projekt okładki płyty i plakatu
- Marek Dyjak - Teraz, wydawca płyty, projekt okładki płyty
- Centrum Promocji Województwa Lubelskiego, Lublin, projekt aranżacji wnętrza
- Galeria Biała, Lublin, Karuzela, instalacja plenerowa w ramach cyklu Podwórko Sztuki
- Festiwal OPEN CITY, Lublin, Oko Cadyka, instalacja plenerowa
- I Puławski Festiwal Muzyczny Wszystkie Strony Świata, Puławy, projekt plakatu
- Galeria BWA, Olkusz, retrospektywna wystawa indywidualna
- Sztukmistrz z Lublina, Lublin, scenografia do spektaklu plenerowego

### 2011
- XIX Finał Wielkiej Orkiestry Świątecznej Pomocy, scenografia do studia S5 TVP w Warszawie
- Calineczka, Teatr Banialuka, Bielsko Biała, scenografia do spektaklu (nominacja do nagrody „Złota Maska” za scenografię)
- Zachęta Sztuk Pięknych, Częstochowa, retrospektywna wystawa indywidualna
- Męskie Granie, Kraków, Warszawa, Wrocław, Poznań, Żywiec, Lublin, scenografia do cyklu koncertów
- I Land Art Festiwal, woj. Lubelskie, organizacja festiwalu, Dyrektor Artystyczny, prowadzenie warsztatów; Swobodny Przepływ, realizacja landartu na granicy polsko-ukraińskiej;
- Samolot, realizacja landartu
- Stadion Kultury, Rzeszów, prezentacja filmu Sztuka na granicy
- Cuda Wianki, Gdynia, scenografia do koncertu plenerowego
- Festiwal Parkowanie, Gdańsk Oliwa, Mandala, instalacja plenerowa w Parku Miejskim
- Kazimierz nad Wisłą, logo i system identyfikacji wizualnej miasta
- Biblioteka im. H. Łopacińskiego, Lublin, Zabawy Typograficzne, wystawa indywidualna z warsztatami
- LUBLIN Europejska Stolica Kultury 2016, współpraca przy tworzeniu aplikacji
- Klepsydra, plac przed Ratuszem, Lublin, instalacja w ramach ESK 2016
- Międzynarodowy Festiwal Tradycji i Awangardy Muzycznej KODY, Rozdroża, Lublin, scenografia do koncertu
- Festiwal Muzyczny Rock Stars, Katowice, scenografia do koncertu
- Stan Borys - 50 Lat Twórczości, Lublin, scenografia do koncertu
- Noc Kultury, Lublin, instalacja plenerowa
- Szymanowski Big Band - 100% SWING, projekt okładki płyty
- II Puławski Festiwal Muzyczny Wszystkie Strony Świata, Puławy, projekt plakatu
- Madame Curie, UMCS Lublin, koncert z okazji inauguracji roku akademickiego, projekt plakatu.

### 2012
- XX Finał Wielkiej Orkiestry Świątecznej Pomocy, scenografia do studia S5 TVP w Warszawie
- Galeria Wirydarz, Lublin, wystawa indywidualna
- Festiwal Tradycji i Awangardy Muzycznej KODY, Lublin, identyfikacja wizualna i scenografia
- Noc Kultury, Lublin, instalacja plenerowa
- Ars Loci - obraz aktualny, Lubelskie Towarzystwo Zachęty Sztuk Pięknych, Ruchomy obraz, instalacja
- Wyłącz System vol. 4, Warszawa, scenografia koncertu plenerowego, instalacja na moście Śląsko-Dąbrowskim
- Cuda Wianki, Gdynia, scenografia do koncertu plenerowego
- Targowa Street Festiwal, Łódź, scenografia
- UA/PL Alternative Music Meetings, Wrocław/Kijów, projekt plakatu
- II Land Art Festiwal, Roztocze, organizacja festiwalu, Dyrektor Artystyczny, Migracje, realizacja landartu
- FAMA. Międzynarodowy Kampus Artystyczny, Świnoujście, scenografia do koncertu
- III Puławski Festiwal Muzyczny Wszystkie Strony Świata, Puławy, projekt plakatu
- VOO VOO - Nova Płyta, projekt okładki płyty

### 2013
- XXI Finał Wielkiej Orkiestry Świątecznej Pomocy, scenografia do studia S5 TVP w Warszawie
- Noc Kultury, Lublin, instalacja plenerowa
- Cuda Wianki, Gdynia, scenografia do koncertu plenerowego
- III Land Art Festiwal, Zwierzyniec, organizacja festiwalu, Dyrektor Artystyczny, Biopolis, realizacja landartu
- Makaruk Koncert, Jarmark Jagielloński, Lublin, scenografia koncertu
- Tomasz Stanko New York Quartet, Wisława, Kazimierz Dolny nad Wisłą, scenografia koncertu
- Kongres Kultura dla Partnerstwa Wschodniego, Festiwal „Integracje Mediacje”, Lublin, scenografia do koncertów
- IV Puławski Festiwal Muzyczny Wszystkie Strony Świata, Puławy, projekt plakatu

### 2014
- XXII finał Wielkiej Orkiestry Świątecznej Pomocy  scenografia  w studio S-5 TVP Warszawa
- Noc Kultury w Lublinie - monumentalna instalacja plenerowa Wieże
- Stypendium Prezydenta Miasta na realizację - Land art na lotnisku
- Park Sztuki instalacja  Kołysanka       Bialskie Centrum Kultury     Biała Podlaska
- IV Międzynarodowy Land Art Festiwal, Roztoczański Park Narodowy, organizator, kurator i uczestnik - monumentalna instalacja plenerowa Procesja
- XLV FAMA Festiwal Kultury Studenckiej, koncert finałowy, scenografia
- XXIV Międzynarodowe Biennale Plakatu, udział
- Landscape Festival Plzeń, Czechy, udział
- V Puławski Festiwal Muzyczny Wszystkie Strony Świata projekt plakatu katalogu i materiałów promocyjnych
- Land art na Lotnisku - Airport Lublin, monumentalny land art na trawiastej części lotniska
- Wystawa dokumentacji Land art na lotnisku - ratusz miejski Lublin
- Forma Otwarta, warsztaty, Politechnika Lubelska, prezentacja prac i wykład
- XIV Zjazd Polskiego Towarzystwa Chirurgii Plastycznej Rekonstrukcyjnej i Estetycznej w Kazimierzu Dolnym nad Wisłą, projekt plakatu i materiałów reklamowych

### 2015
- XXIII finał Wielkiej Orkiestry Świątecznej Pomocy  scenografia  w studio S-5 TVP Warszawa
- Noc Kultury w Lublinie - monumentalna instalacja plenerowa - Świeciuchy
- Art Attack festiwal sztuki - Transformacja - monumentalna instalacja, Tbilisi, Gruzja
- V Międzynarodowy Land Art Festiwal, Podlaski Przełom Bugu, organizator, kurator i uczestnik - instalacja BABA
- Cuda Wianki koncert na rozpoczęcie lata plaża miejska w Gdyni- monumentalna scenografia
- Funkmistrz z Lublina - Sex Machine Band projekt okładki płyty
- XV Zjazd Polskiego Towarzystwa Chirurgii Plastycznej Rekonstrukcyjnej i Estetycznej w Sopocie, projekt plakatu i materiałów reklamowych

### 2016
- Sylwester miejski Lublin, scenografia
- XXIV Finał WOŚP TVP WARSZAWA Studio S5, scenografia
- Ogniowe instalacje na ulicach Wrocławia - Uroczystość otwarcia Europejskiej Stolicy Kultury
- Ulica Lwowska - instalacja na otwarcie ESK Wrocław
- Plakat koncertowy Natalii Sikory - Teatr Polski Warszawa
- Organizacja wystawy Andrzeja Kota połączona z prezentacja książki OT KOT mojego autorstwa VI Międzynarodowy Land Art Festiwal, Podlaski Przełom Bugu, organizator, kurator i uczestnik instalacja - Domy samotnic, instalacja - Drzewo Dom
- Projekt i realizacji totemów reklamowych LwóWrocław we Wrocławiu.
- Koalicja Miast  Lublin we Wrocławiu monumentalna scenografia
- Nocy Kultury, Lublin, instalacja Drzewo
- Tu Czy Tam, festiwal czytelnictwa  Sanok - instalacja
- Wschód Kultury, instalacja scenograficzna w klubie muzycznym Zmiana Klimatu, Białystok
- BWA Bielsko Biała wystawa prac, warsztaty z młodzieżą, budowa Totemów Domów pszczół samotnic
- VI Puławski Festiwal Muzyczny Wszystkie Strony Świata, projekt plakatu katalogu i materiałów promocyjnych
- Nominacja do Strzały 2015 - wydarzenia kulturalne Gazeta w Lublinie
- Nagroda Artystyczna Miasta Lublin za wybitne dokonania w dziedzinie twórczości artystycznej w roku 2015
- Wyróżnienie w 56 Konkursie na Najpiękniejszą  Książkę Roku kategoria album za album OT KOT Andrzej Kot, Polskie Towarzystwa Wydawców Książek
- Wyróżnienie w konkursie Książka Roku 2015 Wojewódzka Biblioteka Publiczna im Hieronima Łopacińskiego za album OT KOT Andrzej Kot
- Nagrodę Honorową za ideę i koncepcję książki OT KOT Andrzej Kot, Towarzystwo Bibliofilów Polskich

### 2017
- Projekt okładki cd i plakatu Marka Dyjaka
- Projekt okładki płyty winylowej, cd i plakatu zespołu VOO VOO
- Projekt i realizacja scenografii do koncertów zespołu VOO VOO
- XXIII finał Wielkiej Orkiestry Świątecznej Pomocy, scenografia, Warszawa
- Noc Kultury w Lublinie - monumentalna instalacja plenerowa
- 700 lat miasta Lublina, instalacja na starym mieście
- VII Międzynarodowy Land Art Festiwal, Podlaski Przełom Bugu, organizator, kurator i uczestnik - instalacja
- Projekt i realizacja sgrafitto Andrzeja Kota na kamienicy w Lublinie
- Rezydencja artystyczna w Tsukuba Art Center w Japonii
- VIII Puławski Festiwal Muzyczny Wszystkie Strony Świata, projekt plakatu, katalogu i materiałów promocyjnych
- Scenografia do spektaklu Sen o Mieście w Lublinie
- Monumentalny Land Art na Górkach Czechowskich w Lublinie
- Oprawa scenograficzna festiwalu cyrkowego, Wrocław
- Otwarta Ząbkowska, instalacja nad ulicą - Warszawa
- Re:tradycja, oprawa scenograficzna koncertów, Lublin

### 2018
- 600 lat fresków w Kaplicy Zamkowej w Lublinie - Anioł - instalacja nad Krakowskim Przedmieściem i nad ulicą Bramową w Lublinie
- Noc Kultury - instalacja na ul. Rybnej w Lublinie - Latające Ryby
- VIII Międzynarodowy Land Art Festiwal, organizator, kurator, uczestnik artysta - instalacja Wieża Bubel
- Jarmark Jagielloński w Lublinie - scenografia do koncertu Re:tradycja
- Sen o mieście - scenografia do koncertu
- Open City festiwal sztuki - instalacja Przemiana
- Parki Rzeźby - Konferencja naukowa - prezentacja
- Festiwal Trzech Kultur - scenografia
- Wszystkie Strony Świata - Festiwal Muzyczny w Puławach - oprawa graficzna
- VOO VOO ZANIEBAWEM projekt graficzny CD, LP, plakat
- Browar Perła Lublin - Gwiazdy, instalacja artystyczna
- VOO VOO - scenografia do koncertów
- GOD'S BODY - JACHNA / MAZURKIRWICZ / BUHL - projekt CD i LP
- DYJAK - GINTROWSKI - projekt CD

### 2019
- Sylwester Miejski w Lublinie - scenografia
- BORDERART - Lion Francja - uczestnictwo
- Leszno - Instalacja ŻURAWIE
- Częstochowa - Lampiony instalacja artystyczna
- Waglewski +  KONCERT w Opolu - scenografia
- Wystawa WSZYSTKO JEST JEDNOŚCIĄ, galeria Gardzienice
- Festiwal Operowy w Tulczynie - Ukraina - instalacja artystyczna TULIPANY
- Noc Kultury - Trzy Alfabety - instalacja artystyczna
- Noc Kultury - TYPOWYPAD - instalacja wykonana ze studentami UMCS
- Noc Kultury Vilno - Litwa - instalacja artystyczna
- Cuda Wianki - Gdynia - scenografia do Koncertu
- IX Land Art Festiwal - organizator, kurator, artysta - Gorejące Drzewo - instalacja artystyczna
- Zielona Sztuka - Gołuchów warsztaty dla młodzież z Polski i Ukrainy
- Grodzisk Mazowiecki - rynek Instalacja Artystyczna
- Jarmark Jagielloński - scenografia do koncertu
- Męskie Granie Warszawa - scenografia